# Ben Howard

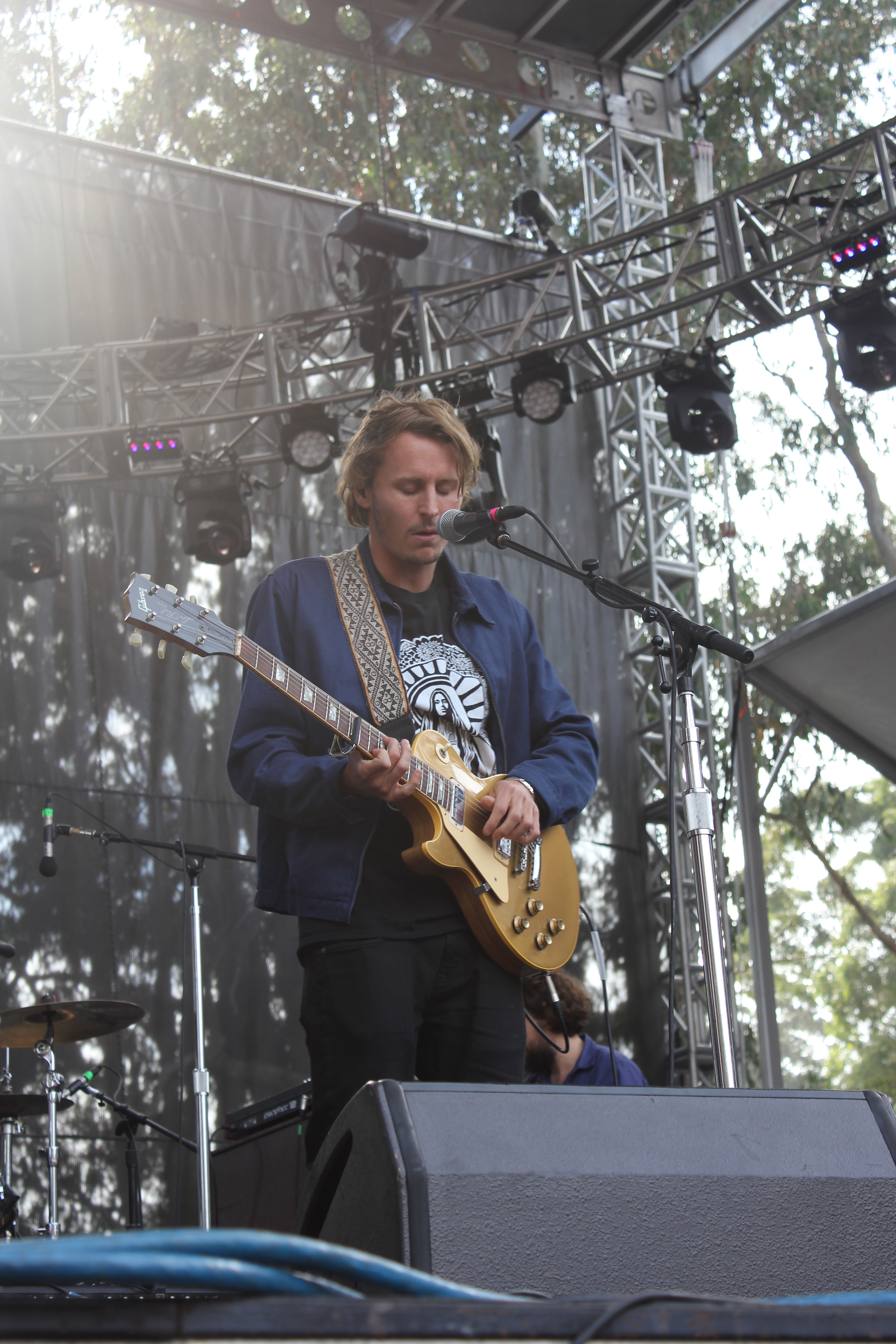
Ben Howard

Benjamin John Howard (24 de abril de 1987) es un cantante y compositor inglés. Su debut fue con su primer EP Games in the Dark (2008), seguido por dos EP These Waters (2009) y Old Pine (2010). Su álbum debut se produjo en 2011 titulado Every Kingdom seguido por dos EP más Ben Howard Live (2011) y The Burgh Island (2012). Actuó en 2013 en el Festival Glastonbury en el escenario Pyramid.

## Primeros años
Ben Howard nació en el oeste de Londres en 1987 y se trasladó a Totnes, Devon, cuando tenía unos ocho años. Sus padres lo exponen a una edad temprana a discos de artistas reconocidos como John Martyn, Van Morrison, Joni Mitchell y Simon & Garfunkel, por quien fue fuertemente influenciado.
Howard empezó a escribir canciones cuando tenía alrededor de diez u once años. En una entrevista con American Songwriter, afirmó que cuando era niño comenzó a tocar la guitarra porque le gustaba juntar palabras y hacer cosas. Después de asistir a la escuela secundaria de Torquay Boys, comenzó a estudiar periodismo en la facultad de Falmouth, Cornualles. Seis meses antes de la finalización del curso, Howard decidió centrarse en la música a tiempo completo. Se hizo popular con la música melódica con letras cada vez más oscuras. Su reputación creció en Cornualles y Devon, y pronto se extendió a otras áreas del Reino Unido. Finalmente Howard firmó con el sello Island Records.

## Carrera musical

### 2008-2011: Los primeros lanzamientos
Antes de firmar con un sello discográfico, Howard ya había publicado algún material. En 2008 su primer EP fue Games in the Dark. Su primer lanzamiento importante fue "These Waters", un EP de seis canciones, incluyendo The Wolves. En 2010 Ben Howard lanzó "Old Pine" EP, seguido de una serie de sencillos, como The Fear y Keep Your Head Up. Howard ya tenía material suficiente para lanzar su primer álbum, el cual fue llamado "Every Kingdom", que contó con algunos de sus singles anteriores.

#### 2011-2013: Every Kingdom
Howard firmó con Island Records en 2011, debido a la historia del sello de cantantes populares del Reino Unido, entre ellos Nick Drake y John Martyn. Después de los sencillos Old Pine y The Wolves en 2011, Howard registró su álbum debut titulado "Every Kingdom", que fue lanzado el 3 de octubre de 2011. Fue nominado para el Premio Mercury 2012.
Howard trabajó junto a India Bourne y Chris Bond para hacer "Every Kingdom", con Bourne tocando instrumentos como teclado, ukelele, bajo y contribuyendo en voz y percusión, Bond tocando guitarra, bajo, contrabajo, batería, percusión, teclado, acordeón, voz y también en la producción del disco. Howard también estuvo de gira con Bourne y Bond, en su gira de 2012 "Every Kingdom", con el apoyo de Willi Mason.
En 2012, Howard lanzó su música en Estados Unidos con Every Kingdom el 3 de abril de 2012, y las apariciones en el Soutjwest (SXSW) en Texas y una gira por los Estados Unidos. Su canción Promise fue incluida al final de la temporada 8 en el episodio 12 de "House".
En mayo de 2012, Howard presentó The Wolves en Later... with Jools Holland. Participó en Pinkpop en Holanda el 26 de mayo y en el Big Weekend de Radio 1 en Hackney, el 24 de junio de 2012. También participó en el 2012 en Bonnaroo Music Festival en Mánchester, Tennessee, también en el festival de música de Park en Esxocia, así como Beach Break Live 2012 en Gales del Sur, Bestival 2012 y Splendour in the Grass 2012. Howard también jugó una ranura en los Austin City Limits Musci Festival en octubre de 2012.
En noviembre de 2012, Howard lanzó The Burgh Island EP producido por Chris Bond, que contó con cuatro temas nuevos. Una vez lanzado a la aclamación crítica, El EP tuvo un tono más amenazador más oscuro que la mayoría de los trabajos anteriores, Howard también toca la guitarra eléctrica, en lugar de la guitarra acústica tradicional. La segunda pista del EP, Oats in the Water, fue presentado en el quinto episodio de la temporada 4 de The Walking Dead.
Ben Howard actuó en el escenario principal de Pyramid Stage del Festival de Glastonbury 2013, en donde presentó cinco canciones de "Every Kingdom".

### 2014: I Forget Where We Were
A finales de 2014, 20 de octubre, lanzó su segundo gran álbum. Está compuesto por las siguientes canciones:
1 	"Small Things"   	        5:44;
2. 	"Rivers in Your Mouth"   	5:12;
3. 	"I Forget Where We Were"   	4:42;
4. 	"In Dreams"   	                3:34;
5. 	"She Treats Me Well"    	5:18;
6. 	"Time Is Dancing"   	        6:50;
7. 	"Evergreen"   	                4:05;
8. 	"End of the Affair"   	        7:47;
9. 	"Conrad"   	                6:09;
10. 	"All Is Now Harmed              5:03;

## Premios y nominaciones

### Premios BRIT
| Año  | Nominado                 | Resultado |
| ---- | ------------------------ | --------- |
| 2013 | British Breakthrough Ac  | Ganado    |
| 2013 | British Solo Male Artist | Ganado    |

#### Premio Mercury
| Año  | Trabajo       | Resultado |
| ---- | ------------- | --------- |
| 2012 | Every Kingdom | Nominado  |

## Estilo de guitarra
Ben Howard suele usar arpegios tocados en diferentes afinaciones (normalmente distintas de la afinación estándar) combinándolas con "strumming".
Ben Howard usa también un método que consiste en colocar la guitarra de forma plana sobre las rodillas y jugar con la percursion, Howard se vio influenciado por el popular compositor contemporáneo y guitarrista John Smith.